# ∞にできるシリーズ
∞にできるシリーズ（むげんにできるシリーズ）とは、バンダイが販売する玩具のシリーズである。いずれもキーチェーン型。

## 概要
2007年発売の「∞（むげん）プチプチ」を皮切りに、日用品や食品などを模した形状で、指で触ったり動かす感触を擬似体験できる玩具。実際の品物では1回きりだが、この玩具では「繰り返し無限に」楽しめるという触れ込み。「∞プチプチ」は累計販売数260万個、「∞エダマメ」は累計販売数180万個を突破した。
「∞プチプチ」「∞プチプチ ぷち萌え」「∞エダマメ」は2008年の第1回日本おもちゃ大賞トレンディ・トイ部門受賞。
名称はバンダイの登録商標だが、2020年代に各メーカーより「プッシュポップバブル」「ポップイット」などの名称で販売されている、配置された突起を指で押して遊ぶ知育玩具を、通称「無限プチプチ」と呼ぶことがある。
2021年、∞プチプチのリニューアル版「∞プチプチAIR」が発売された。

## ラインナップ

### ∞プチプチ
プチプチつぶしの感覚を何度も繰り返し疑似体験できる。表面のプチプチ状のボタンを押すことで、サンプリングされたプチプチの破裂音が鳴り、100回に1回ランダムにスペシャル音声が鳴る。電池（LR41）2個使用。
プチプチを商標登録している川上産業の公認グッズでもあり、同社の標準的なプチプチとサイズや間隔などを同一にしている。
- ∞プチプチ（2007年9月22日発売）

全7色。
- ∞プチプチぷち萌え（2008年3月8日発売）

メイド編（黒）・ツンデレ編（赤）・妹編（ピンク）・幼なじみ編（白）の全4種。ランダムで「スペシャル萌えボイス」が鳴る。いずれも釘宮理恵が声を担当。
- おうちで∞プチプチWii（2008年6月24日配信）

∞にできるシリーズ唯一のゲーム化作品。バンダイナムコゲームスよりWiiウェア（Wiiのダウンロード専用ソフト）として配信。
「マインド診断」「∞プチプチ」「陣取り大戦」の3つのモードがある。プレイするごとに、プチプチを米やイクラなどにアレンジしたステージや、つぶすことで演奏したり、つぶす音が動物の声になるものなどのステージを追加できる。中には「ツンデレ・ボイス」が聴けるステージがあり、伊藤かな恵（作中ではいとうかなえ名義）が声を担当。

### ∞エダマメ
枝豆のさやを押すと3粒の枝豆が出たり引っ込んだりする。真ん中の枝豆には顔が描かれている。電池不使用。
- ∞エダマメ（2008年4月26日発売）

顔デザイン12種+シークレット1種。
- 珍種発見!? ∞エダマメ（2008年6月28日発売）

珍種レモンエダマメ・珍種紅芋エダマメ・珍種ニンジンエダマメ・珍種ミントエダマメの全4種。顔デザインは6種+シークレット1種。
- ∞エダマメ～豆しばバージョン（2008年9月27日発売）

顔デザイン9種。
- ∞エダマメ～豆しばバージョンパート2（2009年3月20日発売）

枝豆しばバージョン・虎豆しばバージョン・納豆しばバージョン・黒豆しばバージョンの全4種。

### ∞ペリペリ
パッケージの開け口を剥がすジッパー加工を疑似体験できる。一定回数をめくるとランダムでルーレットモードが発動し、さまざまな効果音が流れる。電池（LR41）2個使用。
- ∞ペリペリ（2008年11月22日発売）

スイートレッド・白玉ホワイト・キャンディブルー・抹茶グリーンの全4色。パッケージ台紙にもジッパー加工が付き「特製ゴールド∞ペリペリ」が当たるくじとなっていた。
- ∞ペリペリ×しゃべくり007（2009年8月4日発売）

『しゃべくり007』とのコラボ商品。ルーレットモードが発動するとレギュラー出演者の決めゼリフがランダムで流れる。

### ∞缶ビール & ∞ソーダ
缶飲料のプルトップを開ける疑似体験ができる。30回に1回、スペシャル音声（3種類）が鳴る。電池（LR44）2個使用。
- ∞缶ビール（2009年6月27日発売）

ゴールド・ブラック・ホワイト・シルバーの全4種。
- ∞ソーダ（2009年6月27日発売）

サイダー味・コーラ味の全2種。

### ∞ところてん
日本テレビ系『スッキリ!!』のコーナー・「スッキリ!!商品開発部」とのコラボにより商品開発された。天突きでところてんを押し出す疑似体験ができる。電池不使用。
- ∞ところてん（2009年12月3日発売）

ところてんの先にはところてん一家の顔が描かれている。
- ∞ところてん スッキリ!!バージョン（2009年12月3日発売）

本体は『スッキリ!!』の番組ロゴカラーであるピンクと黄色。ノーマルバージョンでは無色透明だった、ところてんの色もピンクで、その先には出演者の加藤浩次・テリー伊藤・葉山エレーヌ・阿部祐二・はるな愛・本村健太郎の顔が描かれている。

### ∞チョコレート
∞アイデアコンテスト最優秀賞作品の商品化で、明治製菓とのコラボレーションが実現。板チョコを折る擬似体験ができる。電池不使用。
- ∞チョコレート（2010年1月30日発売）

板チョコが入っている箱は明治製菓の製品と同様の図柄で、ミルクチョコレート・ハイミルクチョコレート・ホワイトチョトレートの全3種。

### ∞プチプチAIR
サイズの大型化と共に、実際に空気を閉じ込めた特殊構造のボタンを使用し、実際のプチプチにより近い感触となった。50回に1回、7種のレア音が鳴る。電池（LR44）2個使用。
日本おもちゃ大賞2021 ハイ・ターゲットトイ部門優秀賞受賞。
- ∞プチプチAIR（2021年8月7日発売）
- ∞プチプチAIR　ガシャポンver.（2021年9月発売）
- ∞プチプチAIR　マイメロディ・クロミ・シナモロール（2025年3月22日発売）

ボタンを押すたびに各キャラクターの音声（レア音は1種）が鳴る。